# NGC 3522
NGC 3522 (другие обозначения — UGC 6159, MCG 3-28-60, ZWG 95.113, PGC 33615) — эллиптическая галактика (E) в созвездии Льва. Открыта Льюисом Свифтом в 1886 году.
Галактика имеет звёздную массу 1—2⋅109 M⊙. Группа, в которой она находится, является аналогом Местной группы, а галактика по массе сравнима с NGC 205 и M 32. По всей видимости, NGC 3522 является результатом слияния двух галактик равной массы, которое случилось 9,4 миллиарда лет назад. До этого в галактиках звездообразование шло уже 3,1 миллиарда лет, и звёзды, сформировавшиеся до слияния, составляют 16% нынешних звёзд галактики.
Этот объект входит в число перечисленных в оригинальной редакции «Нового общего каталога».